# Kaluǵerec
Kaluǵerec (en macedonio, Калуѓерец) es un pueblo situado en el municipio de Makedonski Brod, en Macedonia del Norte. Según el censo de 2021, tiene una población de 15 habitantes.